# Draveil
Draveil és un municipi francès, situat al departament d'Essonne i a la regió de l'Illa de França. L'any 1999 tenia 28.384 habitants.
Forma part del cantó de Draveil i del districte d'Évry. I des del 2016 de la Comunitat d'aglomeració Val d'Yerres Val de Seine.